# The End…
The End… (рус. Конец…) — пятый студийный альбом немецкой певицы и композитора Нико, изданный в 1974 году фирмой Island. Продюсером пластинки стал Джон Кейл, вместе с которым Нико записала альбомы The Marble Index и Desertshore. В записи альбома принял участие Брайан Ино.

## Об альбоме
Альбом был записан в 1973 году в студии Sound Techniques в Лондоне при участии Брайана Ино и Фила Манзанеры из Roxy Music. Продюсером выступил Джон Кейл, сотрудничавший с Нико на её прошлых альбомах. На пластинку вошло шесть оригинальных композиций, написанных самой Нико, кавер-версия песни «The End» группы The Doors  и «Das Lied der Deutschen», национальный гимн Германии. Гитарную партию в «The End» исполнил Фил Манзарера, а Ино дополнил многие песни электронными спецэффектами, хотя, как отмечает Trouser Press, «акцент здесь сделан на голос Нико и её зловещую фисгармонию, а не на отвлекающие внимание звуковые эффекты». При работе над песней «It Has Not Taken Long» были задействованы приглашённые вокалистки Вики и Анна Вуд, записавшие партию бэк-вокала.
В лирическом плане The End был более автобиографичным, нежели его предшественники: заглавная композиция и «You Forgot to Answer» отдают дань уважения покойному Джиму Моррисону из The Doors — последняя повествует о том, как Нико пыталась дозвониться до него по телефону, не зная, что он на тот момент был уже мёртв. «Secret Side» связывают с воспоминаниями Нико о Второй мировой войне и, в частности, с легендой о том, что в возрасте пятнадцати лет она была изнасилована американским солдатом. «Innocent and Vain» содержит отсылку к серии работ Энди Уорхола под названием «Разыскивается» (Wanted). Исполнение Нико «Das Lied der Deutschen» вызвало неоднозначную реакцию вплоть до обвинений в нацизме (что усугублялось тем, что она исполнила полную, не укороченную после войны версию гимна с упоминанием прежде принадлежавших Германии территорий). Сама Нико позднее утверждала, что её версия «Песни немцев» выполнена в том же духе, что и исполнение Джими Хендриксом «Star-Spangled Banner» — знаменитый гитарист исполнил инструментальную версию американского гимна на Вудстокском фестивале в разгар войны во Вьетнаме, дополнив её гитарными эффектами, имитирующими свист падающих бомб и шум разрывающихся снарядов.
Утверждается, что фирма сопроводила релиз диска в своём рекламном бюллетене так: «Зачем совершать самоубийство, если достаточно купить эту пластинку?»

## Список композиций
Все песни, за исключением последних двух, написаны Нико.
1. «It Has Not Taken Long» — 4:12
2. «Secret Side» — 4:08
3. «You Forget to Answer» — 5:08
4. «Innocent and Vain» — 3:52
5. «Valley of the Kings» — 3:57
6. «We’ve Got the Gold» — 5:44
7. «The End» — 9:37 (кавер-версия песни The Doors)
8. «Das Lied der Deutschen» — 5:29 (Август Генрих Гофман фон Фаллерслебен, Йозеф Гайдн)